# Yayoi (tàu khu trục Nhật) (1925)

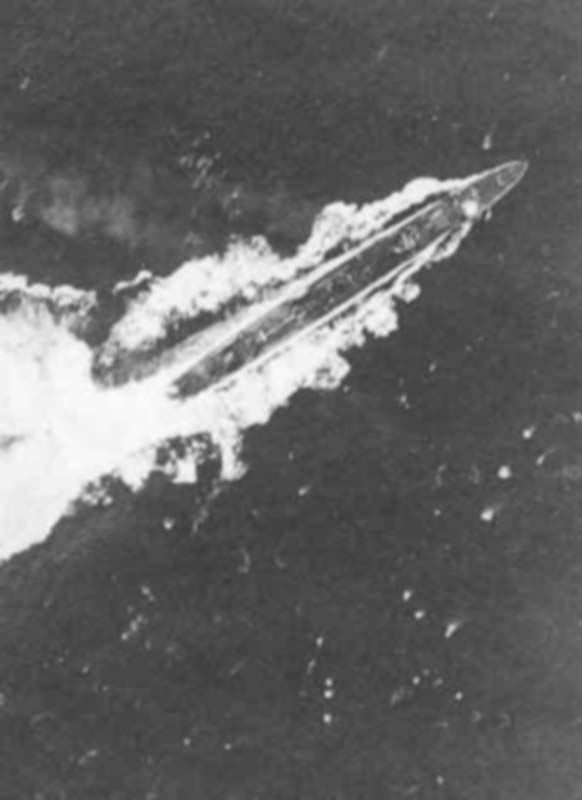
Yayoi đang bị tấn công vào ngày 11 tháng 9 năm 1942

Yayoi (tiếng Nhật: 弥生) là một tàu khu trục hạng nhất thuộc lớp Mutsuki của Hải quân Đế quốc Nhật Bản, bao gồm mười hai chiếc được chế tạo sau Chiến tranh Thế giới thứ nhất. Được xem là tiên tiến vào lúc đó, những con tàu này đã phục vụ như những tàu khu trục hàng đầu của Nhật trong những năm 1930, nhưng được xem là đã lạc hậu vào lúc Chiến tranh Thái Bình Dương nổ ra; dù sao lớp Mutsuki vẫn được giữ lại ở tuyến đầu nhờ tầm xa hoạt động và kiểu ngư lôi mạnh mẽ mà chúng được trang bị. Yayoi đã tham gia nhiều hoạt động khác nhau cho đến khi bị máy bay Mỹ đánh chìm tại khu vực quần đảo Solomon vào tháng 9 năm 1942.

## Thiết kế và chế tạo
Việc chế tạo lớp tàu khu trục Mutsuki được chấp thuận như một phần của chương trình phát triển Hải quân Đế quốc Nhật Bản sau khi Hiệp ước Hải quân Washington có hiệu lực, và chúng được đặt hàng trong năm tài chính 1923. Lớp tàu này là một phiên bản nối tiếp và cải biến dựa trên các lớp tàu khu trục lớp Minekaze và Kamikaze trước đó, vốn chia sẻ nhiều đặc tính thiết kế chung. Yayoi được đặt lườn tại xưởng tàu Uraga Dock Company vào ngày 11 tháng 1 năm 1924, được hạ thủy vào ngày 11 tháng 7 năm 1925 và được đưa ra hoạt động vào ngày 28 tháng 8 năm 1926. Thoạt tiên chỉ được gọi đơn giản là "Tàu khu trục số 23" (第二十三号駆逐艦, Dai-23-Gō Kuchikukan), nó được đổi tên thành Yayoi vào ngày 1 tháng 8 năm 1928.

## Lịch sử hoạt động
Vào cuối những năm 1930, Yayoi tham gia các hoạt động trong cuộc Chiến tranh Trung-Nhật và trong việc xâm chiếm Đông Dương vào năm 1940.
Vào lúc xảy ra cuộc tấn công Trân Châu Cảng, Yayoi nằm trong thành phần Đội khu trục 30 của Hải đội Khu trục 6 trực thuộc Hạm đội 4 Hải quân Đế quốc Nhật Bản, và được bố trí từ Truk trong thành phần của lực lượng tấn công đảo Wake.
Sáng sớm ngày 11 tháng 12 năm 1941, trong cuộc đụng độ mà sau này được đặt tên là Trận chiến đảo Wake, lực lượng Mỹ trú đóng trên đảo đã đẩy lui nỗ lực đổ bộ đầu tiên của lực lượng Nhật Bản, vốn được bảo vệ bởi các tàu tuần dương hạng nhẹ Yūbari, Tenryū và Tatsuta cùng Hải đội Khu trục 29 bao gồm các tàu khu trục Yayoi, Mutsuki, Kisaragi, Hayate, Oite và Asanagi; hai tàu khu trục cũ thuộc lớp Momi được cải biến thành các tàu tuần tra Số 32 và Số 33, và hai tàu vận chuyển binh lính chở theo 450 người thuộc Lực lượng Đổ bộ Hải quân Đặc biệt.
Lực lượng Thủy quân Lục chiến phòng thủ đã khai hỏa vào hạm đội đổ bộ bằng sáu khẩu pháo phòng thủ duyên hải 127 mm (5 inch) vốn được lấy từ các thiết giáp hạm cũ bị tháo dỡ, và đã đánh chìm Hayate. Yayoi bị một phát đạn pháo bắn trúng, làm một người thiệt mạng và 17 người khác bị thương; tàu tuần dương Yubari cũng bị bắn trúng 11 lần. Yayoi quay trở lại vào ngày 23 tháng 12 trong đợt tấn công đổ bộ lên đảo Wake lần thứ hai, và đã thành công trong việc chiếm đóng đảo này.
Vào đầu năm 1942, Yayoi hộ tống một đoàn tàu vận tải chuyển binh lính từ Kwajalein đến Truk, rồi sau đó tham gia cuộc chiếm đóng quần đảo Solomon, hỗ trợ cho các cuộc đổ bộ lực lượng Nhật Bản lên Rabaul, Gasmata (New Britain), New Ireland, Lae và Bougainville. Trong Trận chiến biển Coral vào các ngày 7-8 tháng 5 năm 1942, Yayoi được phân về lực lượng đổ bộ trong Chiến dịch Mo nhằm tấn công cảng Moresby. Sau khi chiến dịch này bị hủy bỏ, nó quay về Nhật Bản vào tháng 7 để được tái trang bị tại Xưởng hải quân Sasebo.
Sau khi việc sửa chữa hoàn tất vào giữa tháng 7, Yayoi được phân về Hạm đội 8 Hải quân Đế quốc Nhật Bản và tham gia cuộc bắn phá sân bay Henderson trên đảo Guadalcanal vào ngày 24 tháng 8 năm 1942. Trong Trận chiến Đông Solomon vào ngày 25 tháng 8 năm 1942, Yayoi đã vớt những người còn sống sót từ chiếc tàu chị em Mutsuki đã bị máy bay ném bom B-17 Flying Fortress của Không lực Mỹ đánh chìm.
Vào cuối tháng 8 năm 1942, Yayoi thực hiện một số chuyến "Tốc hành Tokyo" vận chuyển binh lính đến Milne, New Guinea. Từ đầu tháng 9, nó bắt đầu tham gia vào việc triệt thoái lực lượng Nhật Bản khỏi Guadalcanal. Vào ngày 11 tháng 9 năm 1942, sau khi khởi hành từ Rabaul cho một nhiệm vụ triệt thoái khỏi đảo Goodenough, Yayoi bị máy bay ném bom B-17 Flying Fortress và B-25 Mitchell của lực lượng Khối Đồng minh thời Chiến tranh thế giới thứ hai tấn công. Bị ngập nước không thể kiểm soát, thuyền trưởng của Yayoi, Thiếu tá Hải quân Shizuka Kajimoto đã ra lệnh bỏ tàu, và nó chìm cách 13 km (8 dặm) về phía Tây Bắc đảo Vakuta ở tọa độ 08°45′N 151°25′Đ / 8,75°N 151,417°Đ. Cuộc tấn công cũng đã làm thiệt mạng Tư lệnh Hải đội Khu trục 30, Đại tá Hải quân Shiro Yasutake. Các tàu khu trục Mochizuki và Isokaze đã vớt được 83 người sống sót tại đảo Normanby gần đó.
Yayoi được rút khỏi danh sách Đăng bạ Hải quân vào ngày 20 tháng 10 năm 1942.

## Danh sách thuyền trưởng
- Trung tá Seizo Wada (sĩ quan trang bị trưởng): 10 tháng 11 năm 1925 - 28 tháng 8 năm 1926
- Trung tá Seizo Wada: 28 tháng 8 năm 1926 - 1 tháng 11 năm 1927
- Thiếu tá Kitao Sugimoto: 1 tháng 11 năm 1927 - 1 tháng 3 năm 1928
- Trung tá Kenzaburo Hara: 1 tháng 3 năm 1928 - 15 tháng 3 năm 1928
- Thiếu tá Kozo Suzukida: 15 tháng 3 năm 1928 - 15 tháng 11 năm 1929
- Thiếu tá Tamibe Sakano: 15 tháng 11 năm 1929 - 1 tháng 8 năm 1930; thăng Trung tá 30 tháng 11 năm 1929
- Thiếu tá Shigeyasu Nishioka: 1 tháng 8 năm 1930 - 15 tháng 11 năm 1933; thăng Trung tá 1 tháng 12 năm 1932
- Thiếu tá Shuichi Sugino: 15 tháng 11 năm 1933 - 22 tháng 10 năm 1934
- Lực lượng dự bị: 22 tháng 10 năm 1934 - 25 tháng 4 năm 1935
- Thiếu tá Tsuneo Orita: 25 tháng 4 năm 1935 - 15 tháng 11 năm 1937
- Thiếu tá Kiyoshi Kikkawa: 15 tháng 11 năm 1937 - 15 tháng 9 năm 1938
- Thiếu tá Yoshitake Uesugi: 15 tháng 9 năm 1938 - 18 tháng 3 năm 1939
- Thiếu tá Eiji Sakuma: 18 tháng 3 năm 1939 - 15 tháng 5 năm 1939
- Thiếu tá Masatoshi Yasunami: 15 tháng 5 năm 1939 - 15 tháng 10 năm 1939
- Thiếu tá Hiromu Hirose: 15 tháng 10 năm 1939 - 15 tháng 11 năm 1939
- Thiếu tá Noboru Haraguchi: 15 tháng 11 năm 1939 - 6 tháng 1 năm 1940
- Thiếu tá Nagahide Sugitani: 6 tháng 1 năm 1940 - 15 tháng 10 năm 1940
- Thiếu tá Hagumu Ishii: 15 tháng 10 năm 1940 - 10 tháng 9 năm 1941
- Thiếu tá Masaaki Kimotsuki: 10 tháng 9 năm 1941 - 5 tháng 7 năm 1942
- Thiếu tá Shizuka Kajimoto: 5 tháng 7 năm 1942 - 11 tháng 9 năm 1942